# Cancelliere federale della Svizzera
Il Cancelliere federale (in tedesco: Bundeskanzler(in); in francese: Chancelier(-ière) fédéral(e); in romancio: Chancelier(a) federal(a)) è il Capo della Cancelleria Federale, che agisce come organo in aiuto del gruppo di sette membri del Consiglio Federale (il governo federale). Il Cancelliere svizzero non è membro formale del governo. Nonostante la somiglianza del nome, non bisogna equiparare il suo ruolo a quello del Cancelliere tedesco o del Cancelliere austriaco, rispetto ai quali si differenzia notevolmente.
Prima della fondazione dello Stato federale svizzero nel 1848, la cancelleria era una delle poche istituzioni permanenti della Confederazione svizzera.

## Meccanismo di nomina
Anche se il cancelliere ha solo un ruolo tecnico, la sua nomina costituisce un importante appuntamento politico deliberato con il voto dell'Assemblea federale (il Parlamento federale).
Vengono anche nominati uno o due Vice-Cancellieri; prima del 1862 questa carica era denominata Segretario di Stato della Confederazione.

## Ruolo del Cancelliere
Il cancelliere è presente alle riunioni del Consiglio federale (anche se non ha diritto al voto), e prepara i rapporti per l'Assemblea federale. La cancelleria è anche responsabile per la pubblicazione di tutte le leggi federali.